# Projekt 1134B
Projekt 1134B Berkut-B (v kódu NATO třída Kara) je třída raketových křižníků sovětského námořnictva z doby studené války. Konstrukčně je modifikací lodí předchozího Projektu 1134A (Kresta II). Jejich zaměřením byla protiponorková a protivzdušná obrana. Na rozdíl od starších křižníků tuto třídu poháněly plynové turbíny. Celkem bylo postaveno sedm křižníků této třídy.

## Stavba
Mezi lety 1968–1979 bylo loděnicí v Nikolajevu postaveno sedm jednotek lodí této třídy. Jediný Azov byl modifikován pro zkoušky protiletadlových řízených střel S-300 (v kódu NATO SA-N-6 Grumble) a proto označen jako Projekt 1134BF.
Jednotky projektu 1134B:
| Jméno                  | Verze          | Založení kýlu | Spuštěna           | Vstup do služby   | Status                                                             |
| ---------------------- | -------------- | ------------- | ------------------ | ----------------- | ------------------------------------------------------------------ |
| Nikolajev              | Projekt 1134B  | 1968          | 19. prosince 1969  | 31. prosince 1971 | Vyřazen 1992.                                                      |
| Očakov                 | Projekt 1134B  | 1969          | 30. dubna 1971     | 4. listopadu 1973 | Vyřazen 2011, 2014 potopen během okupace Krymu, později vyzvednut. |
| Kerč                   | Projekt 1134B  | 1971          | 21. července 1972  | 25. prosince 1974 | Roku 2014 poškozen požárem, vyřazen 2020.                          |
| Petropavlovsk          | Projekt 1134B  | 1973          | 22. listopadu 1974 | 29. prosince 1976 | Vyřazen 1997.                                                      |
| Taškent                | Projekt 1134B  | 1974          | 5. listopadu 1975  | 31. prosince 1977 | Vyřazen 1992.                                                      |
| Vladistok (ex Tallinn) | Projekt 1134B  | 1975          | 5. listopadu 1976  | 31. prosince 1979 | Vyřazen 1994.                                                      |
| Azov                   | Projekt 1134BF | 1972          | 14. září 1973      | 25. prosince 1975 | Vyřazen 2000.                                                      |

## Konstrukce

### Projekt 1132B

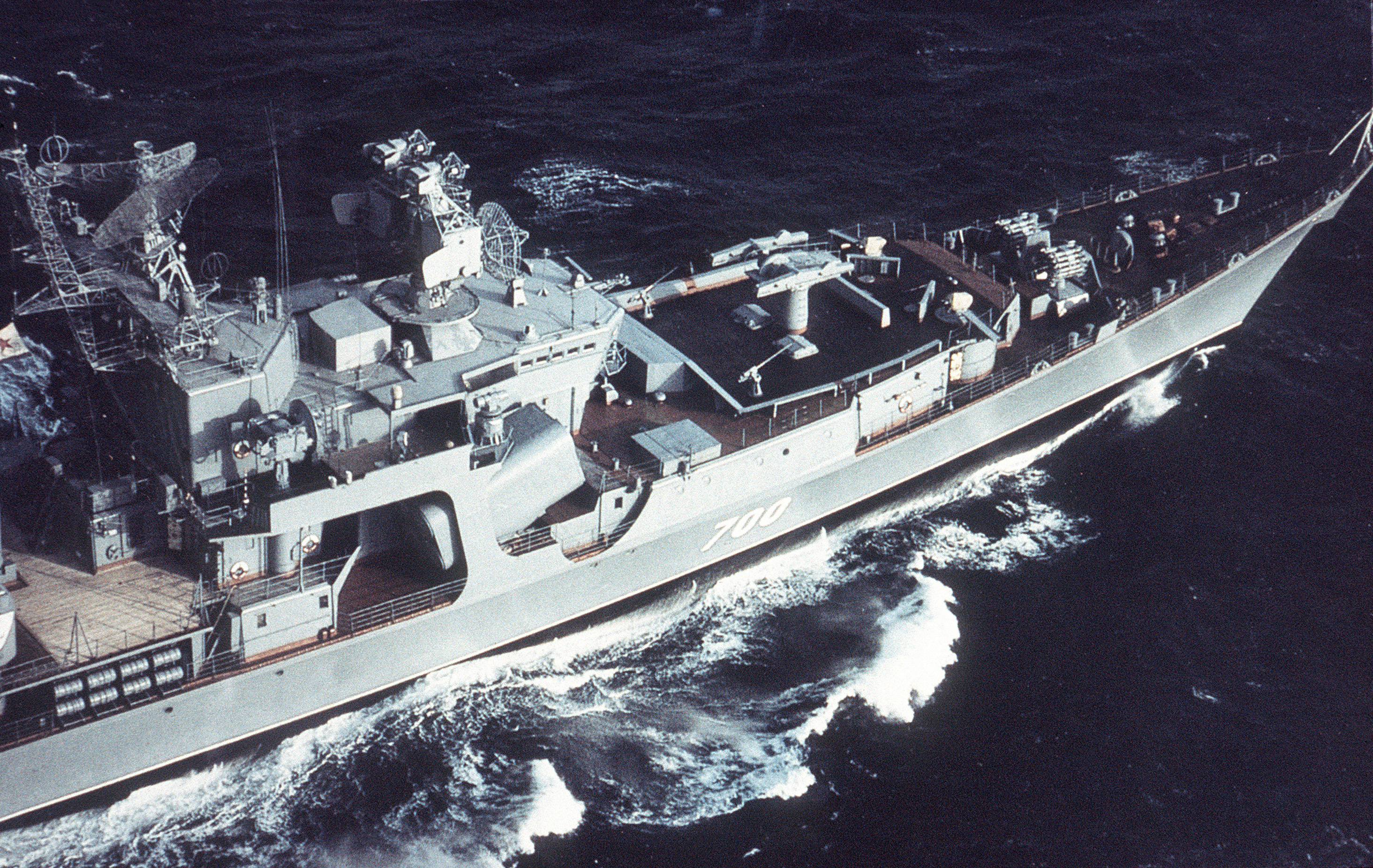
Detail křižníku Nikolajev

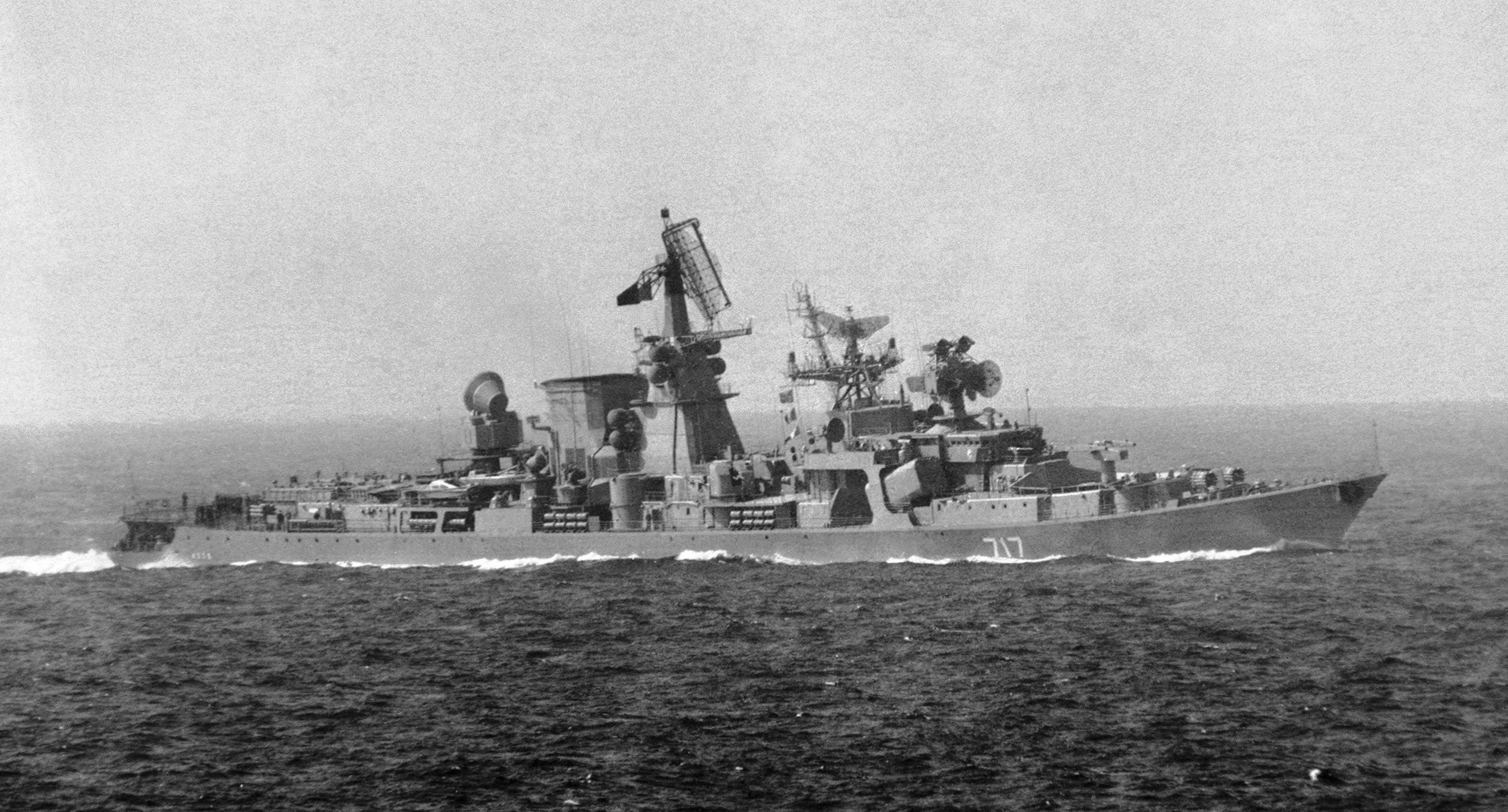
Křižník Nikolajev byl upraven pro nesení řízených střel Fort

K ničení ponorek sloužilo osm střel RPK-3 Metel (v kódu NATO SS-N-14 Silex) odpalovaných ze čtyřhnásobných kontenjerů, dva raketové vrhače hlubinných pum RBU-6000 Smerč-2 a dva vrhače RBU-1000 Smerč-3. Ochranu proti napadení ze vzduchu zajišťovaly dva dvojité protiletadlové raketové komplety M-11 Štorm (v kódu NATO SA-N-3 Goblet) se zásobou 80 střel, které doplňovaly dva další protiletadlové kompety krátkého dosahu Osa-M se zásobou 40 střel. Hlavňovou výzbroj představují čtyři 76mm kanóny AK-726 a čtyři 30mm kanónové obranné systémy AK-630. Výzbroj doplňují dvě pětihlavňové 533mm torpédomety. Na zádi byla přistávací plocha a hangár pro protiponorkový vrtulník Ka-25.
Pohonný systém byl koncepce COGAG. Tvořily jej čtyři plynové turbíny o výkonu 120 000 hp. Nejvyšší rychlost dosahovala 33 uzlů. Dosah byl 7100 námořních mil při rychlosti 18 uzlů.

### Projekt 1132BF
Raketový křižník Azov byl upraven pro testování nového protiletadlového raketového kompletu Fort s dosahem 50 km. Celkem bylo na křižníku instalováno osm šestinásobných odpalovacích zařízená těchto střel (celkem 48 kusů). Loď dále nesla jeden komplet M-11 Štorm se 40 střelami a oba systémy Osa-M. Demontovány byly vrhače RBU-1000 a 533mm torpédomety byly dvouhlavňové. Složení ostatní výzbroje zůstalo beze změny.

## Služba

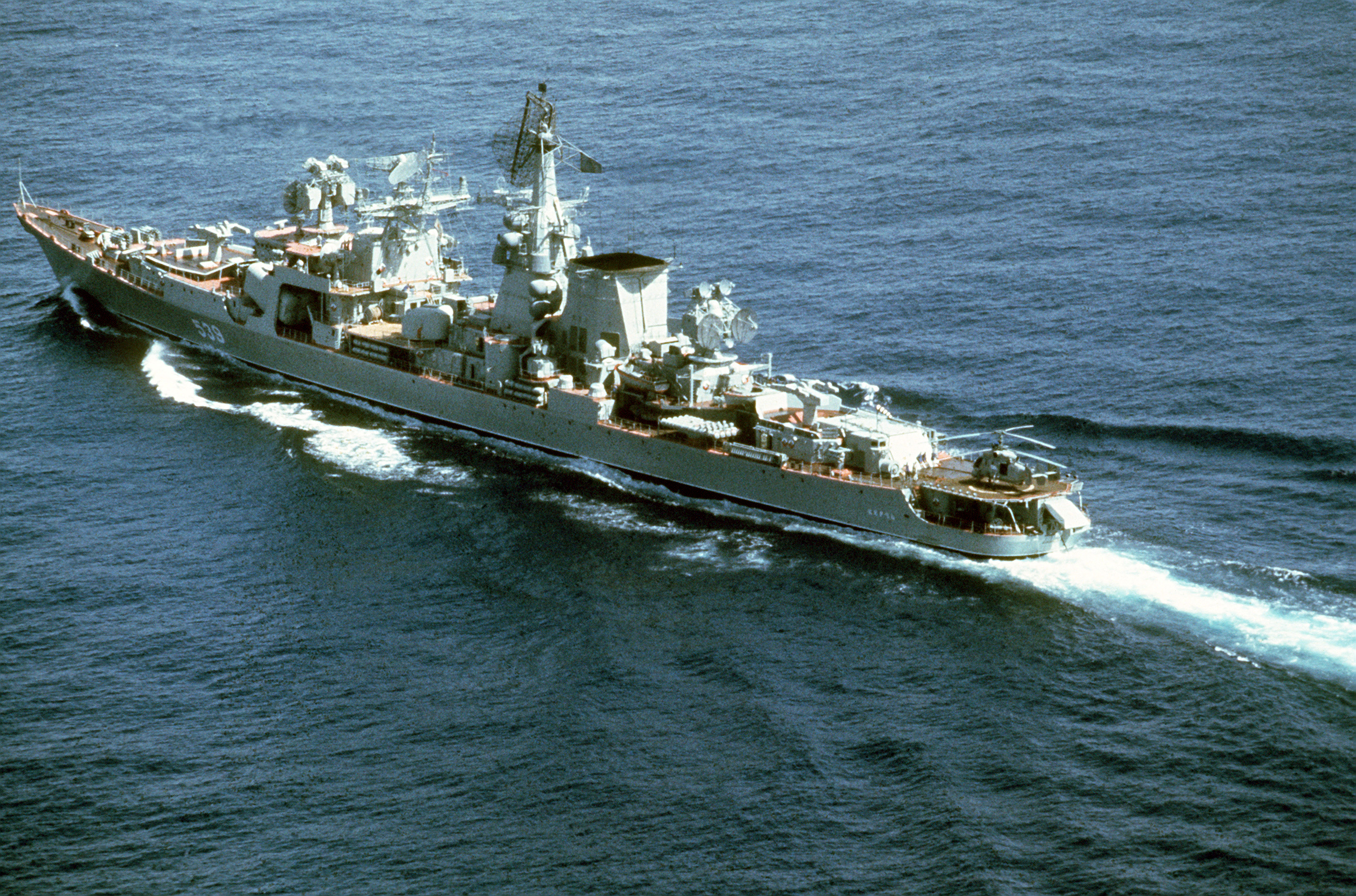
Křižník Kerč v roce 1988

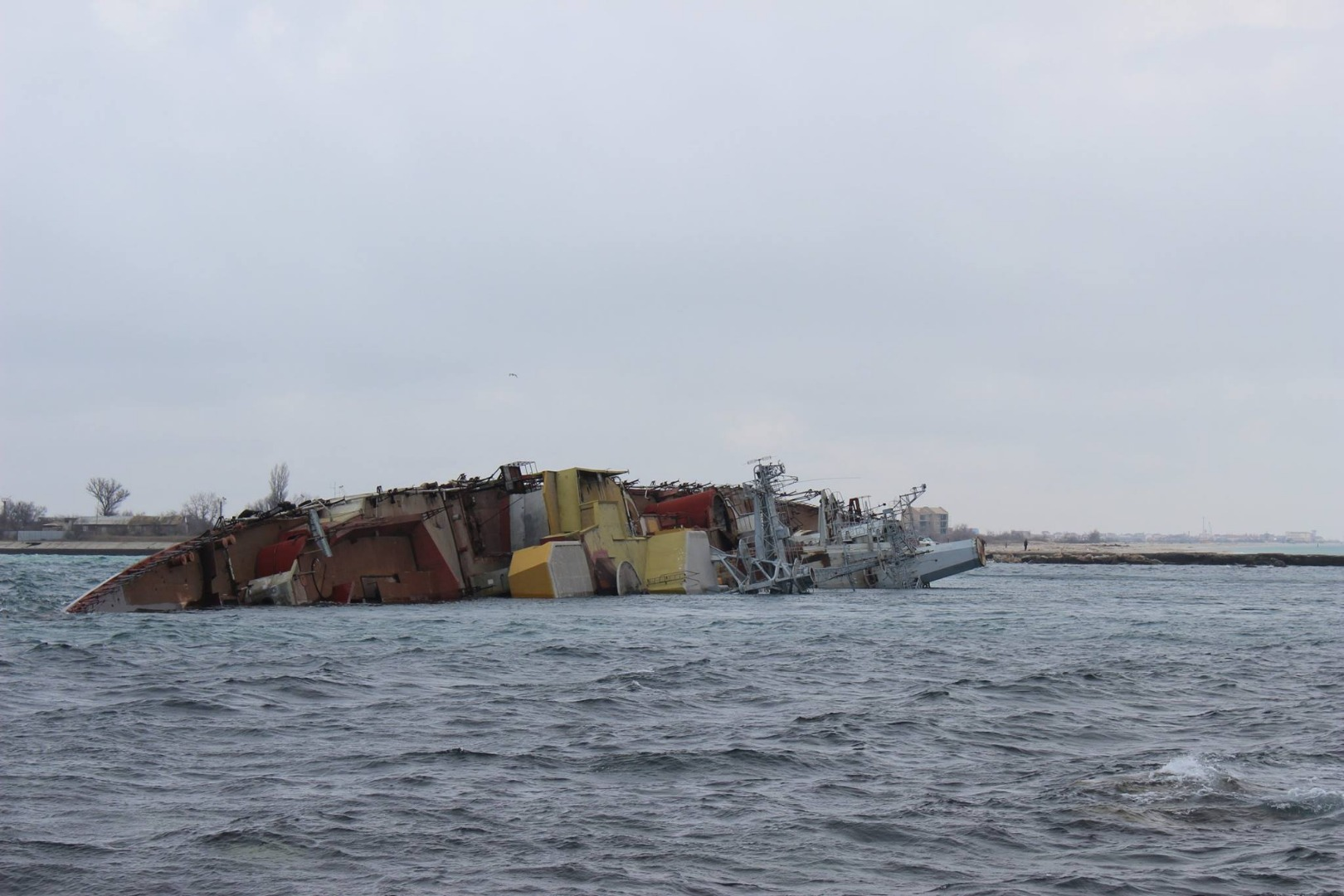
Vyřazený křižník Očakov použití k blokádě ukrajinského námořnictva během invaze na Krym

Sovětské námořnictvo provozovalo celkem sedm křižníků této třídy. Roku 1987 začala přestavba křižníku Nikolajev na modernizovanou verzi Projekt 11342. Ta měla nést výkonnější vrtulník Ka-27, protiponorkový komplex Metel měl nahradit modernější RPK-5 Rastrub, protivzdušné systémy měly být modernizovány na standard Štorm-M a Osa-MA2. Novinkou byla rovněž instalace 16 protilodních střel Ch-35 a nové elektroniky. Po kolapsu SSSR nebyla modrnizace dokončena a loď byla roku 1992 vyřazena. Dokončena nebyla ani modernizace křižníku Vladistok na verzi Projekt 11346.
Po konci studené války a rozpadu SSSR byl křižník Nikolajev předán Ukrajině a následně sešrotován. Ostatní plavidla převzalo ruské námořnictvo, které v 90. letech čtyři vyřadilo.
Po roce 2000 byly ve stavu námořnictva vedeny pouze křižníky Kerč a Očakov, přičemž ten druhý byl od roku 2000 neschopný služby. Roku 2011 byl Očakov vyřazen ze služby. Během okupace Krymu byl odstrojený křižník dne 5. března 2014 potopen v ústí zálivu Donuzlav, aby zablokoval plavidla ukrajinského námořnictva z přístavu Novoozerne. Do konce roku 2014 byl vrak vyzvednut a průjezd uvolněn.
V aktivní službě zůstal k roku 2014 pouze křižník Kerč, který provozovalo ruské Černomořské loďstvo. V listopadu 2014 však byl během údržby v Sevastopolu poškozen požárem. Jeho další osud je nejasný.